# Wala (demon)
Wala – w mitologii indyjskiej demon, czasami uznawany za brata Wrytry, też personifikacja jaskini, w której mieszkał.
W grocie Wala Panjowie ukryli skradzione bogom krowy. Według jednej z wersji mitu zostali pokonani przez Bryhaspatiego i angirasów. Bryhaspati rykiem a angirasowie śpiewem rozbili skałę, po uwolnieniu krów Indra zabił Walę.